# Sette note in nero
Sette note in nero é um filme italiano do gênero giallo de 1977, dirigido por Lucio Fulci .

## Trama
Virginia é uma mulher que sempre demonstrou habilidades de clarividência desde criança, quando teve uma visão do suicídio de sua mãe em Dover, enquanto estava em um internato em Florença. Ao se tornar adulta, se casou com Francesco Ducci, um empresário toscano.
Um dia vai acompanhar seu marido ao aeroporto e tem uma visão dirigindo, onde vê uma velha senhora morta escondida atrás da parede de um quarto. Aquela visão a perturba e ela conta ao seu amigo Luca Fattori, que é um especialista em parapsicologia, o que viu. Porém ele não dá muita atenção e nem acredita que aquilo possa ser algo importante.
Virginia então começa a se dedicar a reforma de um vila nos arredores de Siena, pertencente à família de Francesco. Enquanto um caseiro a acompanha pela casa, ela percebe que está no quarto onde a mulher está emparedada segundo sua visão. Assim que o homem sai ela pega uma picareta e começa a quebrar a parede, encontrando assim o esqueleto da mulher.
A polícia descobre que a mulher é Agnese Bignardi, uma antiga namorada de Francesco, desaparecida em 1972. Então Virginia também começa suas próprias investigações

## Produção
O título refere-se às notas da caixa de música do relógio que é entregue ao protagonista. É o último filme estrelado por Ugo D'Alessio, falecido dois anos depois.

## Crítica
Neste mistério comedido giallo de estrutura clássica, o diretor dosa os efeitos splatter típicos de seus thrillers anteriores, destacando, em vez disso, os aspectos oníricos e parapsicológicos. Um filme efetivamente sinistro e perturbador, um produto artesanal, mas ainda hoje cheio de ansiedade saudável.
O diretor indiano Partho Ghosh fez um remake em filme B do filme intitulado 100 Days, que foi lançado em 1991 .